# Высший церковный совет
Вы́сший церко́вный сове́т Ру́сской правосла́вной це́ркви (сокращённо ВЦС) — исполнительный орган Русской православной церкви, действующий при Патриархе Московском и всея Руси и Священном синоде Русской православной церкви. Возглавляется патриархом и состоит из руководителей синодальных учреждений Русской православной церкви.

## ВЦС в XX веке
Впервые орган, именовавшийся Высшим церковным советом, был учреждён Поместным собором Православной российской церкви в декабре 1917 года как выборный орган в составе высшего церковного управления (соединённое присутствие которого составляли патриарх, Священный синод и Высший церковный совет). В Высшем церковном совете заседали три епископа из Синода, один монах из монастырских иноков, пять клириков из белого духовенства и шесть мирян. Избрание членов Совета состоялось 8 декабря 1917 года — на трёхлетний срок. От монашествующих был избран архимандрит Виссарион (Ильинский); от клириков из белого духовенства — протопресвитеры Георгий Шавельский и Николай Любимов, протоиереи Александр Санковский, Алексий Станиславский и псаломщик Александр Куляшев; от мирян — профессора Сергей Булгаков, Илья Громогласов, Павел Лапин, князь Евгений Трубецкой, а также Антон Карташёв и Сергей Раевский. Были избраны их заместители, которые должны были заменять не имеющих возможности участвовать в заседаниях или выбывших членов: архимандрит Алексий (Житецкий), протоиереи Пётр Миртов, Павел Лахостский, Павел Соколов, Константин Агеев и священник Сергий Верховский, а также профессора Пётр Кудрявцев, Иван Соколов, Леонид Писарев, князь Григорий Трубецкой, Павел Астров. Из числа архиереев члены Совета не избирались Собором, а делегировались Священным синодом из его состава.
В 1921 году срок полномочия членов ВЦС, как и членов Священного синода, истёк, но патриарх продолжал созывать заседания и Священного синода, и Высшего церковного совета. После ареста патриарха Тихона 9 мая 1922 года ВЦС не созывался, хотя попытка возобновить деятельность Совета была предпринята в 1924 году.

## Высший церковный совет в XXI веке
В современном виде образован в 2011 году, после того как Архиерейский собор поддержал предложение о преобразовании совещания руководителей синодальных учреждений в Высший церковный совет.

1 марта 2019 года митрополит Иларион (Алфеев), обращаясь к патриарху Кириллу, сказал: 
Это была не просто какая-то инвенция или новация. Это было, с одной стороны, обращение к наследию Поместного Собора 1917-18 гг., но, с другой стороны, это было переосмысление того, что тогда было задумано. И новый Высший Церковный Совет был создан не по образцу старого, он был создан для того, чтобы отвечать сегодняшним нуждам, и прежде всего — для координации работы синодальных отделов, каждый из которых ранее работал без такой координации. А сегодня мы имеем возможность на регулярной основе под Вашим руководством „сверять часы“. Мы теперь знаем, кто над чем работает, мы имеем возможность участвовать в работе друг друга, и это очень ценный опыт: каждый раз, собираясь на Высший Церковный Совет, мы чему-то учимся и что-то приобретаем.
На заседаниях ВЦС проходят первое коллегиальное обсуждение и редакцию многие документы, подлежащие затем рассмотрению Священным синодом. С 2013 года ВЦС систематически контролирует реализацию соборных или синодальных решений, предполагающих конкретную работу того или иного синодального учреждения.
Как отмечал епископ Антоний (Севрюк), «это очень важный инструмент церковного управления. Перед тем, как те или иные вопросы представляются на рассмотрение и утверждение Священного Синода, они часто проходят обсуждение на ВЦС. На каждом заседании мы работаем с документами, имеющими общецерковное значение, обсуждаем самые разные инициативы и проекты. Повестка дня очень разнообразная. Думаю, в первую очередь одним из основных достоинств ВЦС является то, что работа там происходит в удивительно интересном коллегиальном духе, когда все мы, руководители Синодальных учреждений, имеем возможность непосредственного обмена мнениями и друг с другом, и лично со Святейшим Патриархом. Сам Святейший Патриарх активным образом принимает участие во всех дискуссиях. И очень часто в режиме такой оживлённой дискуссии как раз и рождаются решения, которые уже затем воплощаются на самых разных уровнях церковной жизни. Работа чрезвычайно интенсивная, порой заседания длятся до самого вечера».
25 декабря 2019 года в Красном зале кафедрального соборного храма Христа Спасителя в Москве состоялось совместное заседание Священного синода и Высшего церковного совета Русской православной церкви.

## Члены Высшего церковного совета в настоящее время
1. Патриарх Московский и всея Руси — Кирилл, председатель
2. Первый викарий патриарха Московского и всея Руси по городу Москве — Григорий (Петров), митрополит Воскресенский;

Руководители структурных подразделений Московской патриархии
1. Руководитель административного секретариата Московской патриархии — Фома (Мосолов), архиепископ Одинцовский и Красногорский;
2. Управляющий делами Московской патриархии — Григорий (Петров), митрополит Воскресенский;
3. Председатель финансово-хозяйственного управления Московского патриархата — Никандр (Пилишин), митрополит Наро-Фоминский;
4. Руководитель правового управления Московской патриархии — Ксения (Чернега), игумения.

Руководители Синодальных отделов
1. Председатель отдела внешних церковных связей Московского патриархата — Антоний (Севрюк), митрополит Волоколамский;
2. Председатель Синодального отдела религиозного образования и катехизации — Евгений (Кульберг), митрополит Екатеринбургский и Верхотурский;
3. Председатель Синодального миссионерского отдела — Евфимий (Моисеев), епископ Луховицкий;
4. Председатель Синодального отдела по церковной благотворительности и социальному служению — Пантелеимон (Шатов), епископ Верейский;
5. Председатель Синодального отдела по делам молодёжи — Серафим (Амельченков), епископ Истринский;
6. Председатель Синодального отдела по взаимодействию с Вооружёнными силами и правоохранительными органами — Кирилл (Покровский), митрополит Ставропольский и Невинномысский;
7. Председатель Синодального отдела по тюремному служению — Кирилл Марковский, епископ Раменский;
8. Председатель Синодального отдела по монастырям и монашеству — Феогност (Гузиков), митрополит Каширский;
9. Председатель Синодального отдела по взаимоотношениям Церкви с обществом и СМИ — Владимир Легойда;

Руководители комитетов, комиссий и советов
1. Председатель учебного комитета Русской православной церкви — Максим Козлов, протоиерей;
2. Председатель Синодального комитета по взаимодействию с казачеством — Кирилл (Покровский), митрополит Ставропольский и Невинномысский;
3. Председатель издательского совета Русской православной церкви — Климент (Капалин), митрополит Калужский и Боровский;
4. Председатель Патриаршего совета по культуре — Тихон (Шевкунов), митрополит Симферопольский и Крымский;

Руководители Патриарших комиссий
1. Председатель Патриаршей комиссии по вопросам семьи и защиты материнства — Феодор Лукьянов, иерей;
2. Председатель Патриаршей комиссии по вопросам физической культуры и спорта — Митрофан (Баданин), митрополит Мурманский и Мончегорский.